# Rally de Montecarlo de 2023
El Rally de Montecarlo de 2023, oficialmente 91ème Rallye Automobile Monte-Carlo, fue la 91.ª edición y la primera ronda de la temporada 2023 del Campeonato Mundial de Rally. Se celebró del 19 al 22 de enero y contó con un itinerario de dieciocho tramos sobre asfalto y nieve que sumaron un total de 325,02 km cronometrados. Esta también fue la primera ronda de los campeonatos WRC-2 y WRC-3.
El ganador de la prueba fue el Rey del Monte, Sébastien Ogier que con esta victoria llegó a los nueve triunfos en la prueba monegasca superando por una a las ocho conseguidas por su compatriota Sébastien Loeb. Su compañero y campeón defensor Kalle Rovanperä terminó en la segunda posición y en la virtual punta del campeonato teniendo en cuenta que Ogier volverá a realizar un programa parcial. El último escalón del podio fue ocupado por el piloto del Hyundai Shell Mobis WRT, Thierry Neuville quien subió por quinta vez al podio en Montecarlo, tercera vez como tercero.
En el WRC-2 la prueba fue ganada por el ruso (que competía como atleta neutral autorizado) Nikolay Gryazin que en el primer rallye mundialista del nuevo Škoda Fabia RS Rally2 le dio la victoria. El francés Yohan Rossel en su segunda participación en la prueba subió al podio en la segunda posición, mentras que la última posición del fue ocupada por el español Pepe López que consiguió su primer podio en la categoría. Gryazin ganador inicial de la prueba fue despojado del triunfo debido a una apelación presentada por Rossel por un corte de pista en el tramo de Ubraye / Entrevaux 2 en el cual Gryazin pinchó uno de sus neumáticos, los comisarios de la prueba le dieron razón a Rossel y le aplicaron cinco segundos de penalización a Gryazin que con este tiempo bajó hasta la segunda posición, otorgándole la victoria a Rossel.
Esta fue la primera prueba de la temporada del WRC-3, en la categoría no hubo ningún inscrito por lo cual la prueba no tuvo ganador.

## Lista de inscritos
| Num.                       | Piloto                      | Copiloto                 | Automóvil                | Equipo                           | Neu.                     |
| World Rally Championship   | World Rally Championship    | World Rally Championship | World Rally Championship | World Rally Championship         | World Rally Championship |
| -------------------------- | --------------------------- | ------------------------ | ------------------------ | -------------------------------- | ------------------------ |
| 4                          | Esapekka Lappi              | Janne Ferm               | Hyundai i20 N Rally1     | Hyundai Shell Mobis WRT          | P                        |
| 6                          | Dani Sordo                  | Cándido Carrera          | Hyundai i20 N Rally1     | Hyundai Shell Mobis WRT          | P                        |
| 7                          | Pierre-Louis Loubet         | Nicolas Gilsoul          | Ford Puma Rally1         | M-Sport Ford WRT                 | P                        |
| 8                          | Ott Tänak                   | Martin Järveoja          | Ford Puma Rally1         | M-Sport Ford WRT                 | P                        |
| 9                          | Jourdan Serderidis          | Frédéric Miclotte        | Ford Puma Rally1         | M-Sport Ford WRT                 | P                        |
| 11                         | Thierry Neuville            | Martijn Wydaeghe         | Hyundai i20 N Rally1     | Hyundai Shell Mobis WRT          | P                        |
| 17                         | Sébastien Ogier             | Vincent Landais          | Toyota GR Yaris Rally1   | Toyota Gazoo Racing WRT          | P                        |
| 18                         | Takamoto Katsuta            | Aaron Johnston           | Toyota GR Yaris Rally1   | Toyota Gazoo Racing WRT          | P                        |
| 33                         | Elfyn Evans                 | Scott Martin             | Toyota GR Yaris Rally1   | Toyota Gazoo Racing WRT          | P                        |
| 69                         | Kalle Rovanperä             | Jonne Halttunen          | Toyota GR Yaris Rally1   | Toyota Gazoo Racing WRT          | P                        |
| World Rally Championship 2 |                             |                          |                          |                                  |                          |
| 20                         | Adrien Fourmaux             | Alexandre Coria          | Ford Fiesta Rally2       | M-Sport Ford WRT                 | P                        |
| 21                         | Yohan Rossel                | Arnaud Dunand            | Citroën C3 Rally2        | PH Sport                         | P                        |
| 22                         | Stéphane Lefebvre           | Andy Malfoy              | Citroën C3 Rally2        | Stéphane Lefebvre                | P                        |
| 23                         | Oliver Solberg              | Elliott Edmondson        | Škoda Fabia RS Rally2    | Oliver Solberg                   | P                        |
| 24                         | Nikolay Gryazin             | Konstantin Aleksandrov   | Škoda Fabia RS Rally2    | Toksport WRT 2                   | P                        |
| 25                         | Grégoire Munster            | Louis Louka              | Ford Fiesta Rally2       | M-Sport Ford WRT                 | P                        |
| 26                         | Marco Bulacia               | Axel Coronado            | Škoda Fabia RS Rally2    | Toksport WRT 2                   | P                        |
| 27                         | Erik Cais                   | Petr Těšínský            | Škoda Fabia RS Rally2    | Erik Cais                        | P                        |
| 28                         | Chris Ingram                | Craig Drew               | Škoda Fabia Rally2 Evo   | Chris Ingram                     | P                        |
| 29                         | Sean Johnston               | Alexander Kihurani       | Citroën C3 Rally2        | Sean Johnston                    | P                        |
| 31                         | Josh McErlean               | John Rowan               | Hyundai i20 N Rally2     | Motorsport Ireland Rally Academy | P                        |
| 32                         | William Creighton           | Liam Regan               | Hyundai i20 N Rally2     | Motorsport Ireland Rally Academy | P                        |
| 34                         | Pepe López                  | Borja Rozada             | Hyundai i20 N Rally2     | Pepe López                       | P                        |
| 35                         | Alejandro Cachón            | "Jandrín"                | Citroën C3 Rally2        | Alejandro Cachón                 | P                        |
| 36                         | Mauro Miele                 | Luca Beltrame            | Škoda Fabia RS Rally2    | Mauro Miele                      | P                        |
| 37                         | François Delecour           | Sabrina De Castelli      | Škoda Fabia RS Rally2    | François Delecour                | P                        |
| 38                         | Olivier Burri               | Anderson Levratti        | Hyundai i20 N Rally2     | Olivier Burri                    | P                        |
| 39                         | Johannes Keferböck          | Ilka Minor               | Škoda Fabia Rally2 Evo   | Johannes Keferböck               | P                        |
| 40                         | Lorenzo Bontempelli         | Giovanni Pina            | Škoda Fabia Rally2 Evo   | Lorenzo Bontempelli              | P                        |
| 41                         | Daniel Alonso Villarón      | Adrián Pérez Fernández   | Citroën C3 Rally2        | Daniel Alonso Villarón           | P                        |
| 42                         | Eamonn Boland               | "MJ"                     | Citroën C3 Rally2        | Eamonn Boland                    | P                        |
| 44                         | Frédéric Rosati             | Philippe Marchetto       | Hyundai i20 N Rally2     | Frédéric Rosati                  | P                        |
| 45                         | Silvano Patera              | Stefano Tiraboschi       | Škoda Fabia Rally2 Evo   | Silvano Patera                   | P                        |
| 46                         | Simone Niboli               | Battista Brunetti        | Škoda Fabia Rally2 Evo   | Simone Niboli                    | P                        |
| 47                         | Filippo Marchino            | Pietro Elia Ometto       | Škoda Fabia R5           | Filippo Marchino                 | P                        |
| 48                         | Fabrizio Arengi Bentivoglio | Massimiliano Bosi        | Škoda Fabia Rally2 Evo   | Fabrizio Arengi Bentivoglio      | P                        |
| 49                         | Christian Merli             | Marco Zortea             | Škoda Fabia Rally2 Evo   | Christian Merli                  | P                        |
| 50                         | Henk Vossen                 | Annemieke Hulzebos       | Ford Fiesta R5           | Henk Vossen                      | P                        |
| World Rally Championship 3 |                             |                          |                          |                                  |                          |
| No hay inscriptos          |                             |                          |                          |                                  |                          |
| Fuente: ewrc-results.com   |                             |                          |                          |                                  |                          |

## Itinerario
| Día                      | Tramo | Nombre                                             | Distancia | Ganador          | Automóvil              | Tiempo  | Líder de la general |
| ------------------------ | ----- | -------------------------------------------------- | --------- | ---------------- | ---------------------- | ------- | ------------------- |
| Día 1 (19 de enero)      | -     | Sainte-Agnès / Peille (Shakedown)                  | 2.29 km   | Sébastien Ogier  | Toyota GR Yaris Rally1 | 1:44.6  | -                   |
| Día 1 (19 de enero)      | SS1   | La Bollène-Vésubie / Col de Turini 1               | 15.12 km  | Sébastien Ogier  | Toyota GR Yaris Rally1 | 10:22.9 | Sébastien Ogier     |
| Día 1 (19 de enero)      | SS2   | La Cabanette / Col de Castillon                    | 24.90 km  | Sébastien Ogier  | Toyota GR Yaris Rally1 | 16:10.8 | Sébastien Ogier     |
| Día 2 (20 de enero)      | SS3   | Roure / Roubion / Beuil 1                          | 18.33 km  | Sébastien Ogier  | Toyota GR Yaris Rally1 | 9:54.7  | Sébastien Ogier     |
| Día 2 (20 de enero)      | SS4   | Puget-Théniers / Saint-Antonin 1                   | 19.79 km  | Sébastien Ogier  | Toyota GR Yaris Rally1 | 11:44.7 | Sébastien Ogier     |
| Día 2 (20 de enero)      | SS5   | Briançonnet / Entrevaux 1                          | 14.55 km  | Sébastien Ogier  | Toyota GR Yaris Rally1 | 8:30.7  | Sébastien Ogier     |
| Día 2 (20 de enero)      | SS6   | Roure / Roubion / Beuil 2                          | 18.33 km  | Elfyn Evans      | Toyota GR Yaris Rally1 | 9:49.3  | Sébastien Ogier     |
| Día 2 (20 de enero)      | SS7   | Puget-Théniers / Saint-Antonin 2                   | 19.79 km  | Sébastien Ogier  | Toyota GR Yaris Rally1 | 11:38.7 | Sébastien Ogier     |
| Día 2 (20 de enero)      | SS8   | Briançonnet / Entrevaux 2                          | 14.55 km  | Kalle Rovanperä  | Toyota GR Yaris Rally1 | 8:24.0  | Sébastien Ogier     |
| Día 3 (21 de enero)      | SS9   | Le Fugeret / Thorame-Haute 1                       | 16.80 km  | Kalle Rovanperä  | Toyota GR Yaris Rally1 | 9:05.5  | Sébastien Ogier     |
| Día 3 (21 de enero)      | SS10  | Malijai / Puimichel 1                              | 17.31 km  | Sébastien Ogier  | Toyota GR Yaris Rally1 | 9:27.1  | Sébastien Ogier     |
| Día 3 (21 de enero)      | SS11  | Ubraye / Entrevaux 1                               | 21.78 km  | Kalle Rovanperä  | Toyota GR Yaris Rally1 | 11:35.7 | Sébastien Ogier     |
| Día 3 (21 de enero)      | SS12  | Le Fugeret / Thorame-Haute 2                       | 16.80 km  | Thierry Neuville | Hyundai i20 N Rally1   | 9:01.8  | Sébastien Ogier     |
| Día 3 (21 de enero)      | SS13  | Malijai / Puimichel 2                              | 17.31 km  | Thierry Neuville | Hyundai i20 N Rally1   | 9:27.6  | Sébastien Ogier     |
| Día 3 (21 de enero)      | SS14  | Ubraye / Entrevaux 2                               | 21.78 km  | Kalle Rovanperä  | Toyota GR Yaris Rally1 | 11:30.2 | Sébastien Ogier     |
| Día 4 (22 de enero)      | SS15  | Lucéram / Lantosque 1                              | 18.82 km  | Sébastien Ogier  | Toyota GR Yaris Rally1 | 12:17.9 | Sébastien Ogier     |
| Día 4 (22 de enero)      | SS16  | La Bollène-Vésubie / Col de Turini 2               | 15.12 km  | Kalle Rovanperä  | Toyota GR Yaris Rally1 | 10:08.9 | Sébastien Ogier     |
| Día 4 (22 de enero)      | SS17  | Lucéram / Lantosque 2                              | 18.82 km  | Sébastien Ogier  | Toyota GR Yaris Rally1 | 12:17.0 | Sébastien Ogier     |
| Día 4 (22 de enero)      | SS18  | La Bollène-Vésubie / Col de Turini 3 (Power Stage) | 15.12 km  | Kalle Rovanperä  | Toyota GR Yaris Rally1 | 10:00.5 | Sébastien Ogier     |
| Fuente: ewrc-results.com |       |                                                    |           |                  |                        |         |                     |

### Power stage
El power stage fue un tramo de 15.12 km al final del rally. Se otorgaron puntos adicionales del Campeonato Mundial a los cinco más rápidos.
| Pos. | Piloto           | Copiloto         | Coche                  | Equipo                  | Tiempo  | Puntos |
| ---- | ---------------- | ---------------- | ---------------------- | ----------------------- | ------- | ------ |
| 1    | Kalle Rovanperä  | Jonne Halttunen  | Toyota GR Yaris Rally1 | Toyota Gazoo Racing WRT | 10:00.5 | 5      |
| 2    | Ott Tänak        | Martin Järveoja  | Ford Puma Rally1       | M-Sport Ford WRT        | +0.6    | 4      |
| 3    | Elfyn Evans      | Scott Martin     | Toyota GR Yaris Rally1 | Toyota Gazoo Racing WRT | +0.7    | 3      |
| 4    | Thierry Neuville | Martijn Wydaeghe | Hyundai i20 N Rally1   | Hyundai Shell Mobis WRT | +4.3    | 2      |
| 5    | Sébastien Ogier  | Vincent Landais  | Toyota GR Yaris Rally1 | Toyota Gazoo Racing WRT | +4.7    | 1      |

## Clasificación final
| World Rally Championship   | World Rally Championship | World Rally Championship | World Rally Championship | World Rally Championship | World Rally Championship | World Rally Championship | World Rally Championship |
| Pos.                       | Piloto                   | Copiloto                 | Automóvil                | Equipo                   | Neumático                | Tiempo                   | Puntos                   |
| -------------------------- | ------------------------ | ------------------------ | ------------------------ | ------------------------ | ------------------------ | ------------------------ | ------------------------ |
| 1                          | Sébastien Ogier          | Vincent Landais          | Toyota GR Yaris Rally1   | Toyota Gazoo Racing WRT  | P                        | 3:12:02.1                | 25                       |
| 2                          | Kalle Rovanperä          | Jonne Halttunen          | Toyota GR Yaris Rally1   | Toyota Gazoo Racing WRT  | P                        | +18.7                    | 18                       |
| 3                          | Thierry Neuville         | Martijn Wydaeghe         | Hyundai i20 N Rally1     | Hyundai Shell Mobis WRT  | P                        | +44.6                    | 15                       |
| 4                          | Elfyn Evans              | Scott Martin             | Toyota GR Yaris Rally1   | Toyota Gazoo Racing WRT  | P                        | +1:12.3                  | 12                       |
| 5                          | Ott Tänak                | Martin Järveoja          | Ford Puma Rally1         | M-Sport Ford WRT         | P                        | +2:34.8                  | 10                       |
| 6                          | Takamoto Katsuta         | Aaron Johnston           | Toyota GR Yaris Rally1   | Toyota Gazoo Racing WRT  | P                        | +3:32.5                  | 8                        |
| 7                          | Dani Sordo               | Cándido Carrera          | Hyundai i20 N Rally1     | Hyundai Shell Mobis WRT  | P                        | +3:47.4                  | 6                        |
| 8                          | Esapekka Lappi           | Janne Ferm               | Hyundai i20 N Rally1     | Hyundai Shell Mobis WRT  | P                        | +3:51.3                  | 4                        |
| 9                          | Yohan Rossel             | Arnaud Dunand            | Citroën C3 Rally2        | PH Sport                 | P                        | +10:07.9                 | 2                        |
| 10                         | Nikolay Gryazin          | Konstantin Aleksandrov   | Škoda Fabia RS Rally2    | Toksport WRT 2           | P                        | +10:08.4                 | 1                        |
| World Rally Championship 2 |                          |                          |                          |                          |                          |                          |                          |
| 1 (9.)                     | Yohan Rossel             | Arnaud Dunand            | Citroën C3 Rally2        | PH Sport                 | P                        | 3:22:09.9                | 25                       |
| 2 (10.)                    | Nikolay Gryazin          | Konstantin Aleksandrov   | Škoda Fabia RS Rally2    | Toksport WRT 2           | P                        | +0.5                     | 18                       |
| 3 (11.)                    | Pepe López               | Borja Rozada             | Hyundai i20 N Rally2     | Pepe López               | P                        | +1:10.7                  | 15                       |
| 4 (12.)                    | Erik Cais                | Petr Těšínský            | Škoda Fabia RS Rally2    | Erik Cais                | P                        | +1:30.4                  | 12                       |
| 5 (13.)                    | Adrien Fourmaux          | Alexandre Coria          | Ford Fiesta Rally2       | M-Sport Ford WRT         | P                        | +1:56.3                  | 10                       |
| 6 (15.)                    | Chris Ingram             | Craig Drew               | Škoda Fabia Rally2 Evo   | Chris Ingram             | P                        | +3:06.7                  | 8                        |
| 7 (16.)                    | Marco Bulacia            | Axel Coronado            | Škoda Fabia RS Rally2    | Toksport WRT 2           | P                        | +4:44.9                  | 6                        |
| 8 (17.)                    | Grégoire Munster         | Louis Louka              | Ford Fiesta Rally2       | M-Sport Ford WRT         | P                        | +4:49.4                  | 4                        |
| 9 (18.)                    | Stéphane Lefebvre        | Andy Malfoy              | Citroën C3 Rally2        | Stéphane Lefebvre        | P                        | +5:40.4                  | 2                        |
| 10 (19.)                   | François Delecour        | Sabrina De Castelli      | Škoda Fabia RS Rally2    | François Delecour        | P                        | +6:07.2                  | 1                        |
| World Rally Championship 3 |                          |                          |                          |                          |                          |                          |                          |
| Sin participantes          |                          |                          |                          |                          |                          |                          |                          |
| Fuente: ewrc-results.com   |                          |                          |                          |                          |                          |                          |                          |

## Clasificaciones tras el rally
| Posición | Piloto           | Puntos | Cambios de posición |
| -------- | ---------------- | ------ | ------------------- |
| 1        | Sébastien Ogier  | 26     | Sin cambios         |
| 2        | Kalle Rovanperä  | 23     | Sin cambios         |
| 3        | Thierry Neuville | 17     | Sin cambios         |
| 4        | Elfyn Evans      | 15     | Sin cambios         |
| 5        | Ott Tänak        | 14     | Sin cambios         |

| Posición | Equipo                  | Puntos | Cambios de posición |
| -------- | ----------------------- | ------ | ------------------- |
| 1        | Toyota Gazoo Racing WRT | 51     | Sin cambios         |
| 2        | Hyundai Shell Mobis WRT | 27     | Sin cambios         |
| 3        | M-Sport Ford WRT        | 16     | Sin cambios         |